# Eau sur Mars
Pour les articles homonymes, voir Eau (homonymie) et Mars.
L'eau sur Mars est l'eau présente sur la planète Mars, quelle que soit la forme (solide, liquide, gazeuse, roche hydratée, etc.) sous laquelle elle s'y trouve. Le sol martien, d'après les dernières analyses, contient entre 1,5 et 3 % d'eau. Seule une petite quantité de vapeur d'eau est présente dans son atmosphère.
Des preuves directes et indirectes de la présence d'eau sur ou sous la surface ont été apportées, telles que zones de glace d'eau (cratères d'impact Korolev, Louth, calottes polaires martiennes...), lits de ruisseaux,,, des mesures spectroscopiques, des cratères érodés et des minéraux dont l'existence est liée directement à la présence d'eau liquide (tels que la goethite), de l'hématite cristalline grise, des phyllosilicates, de l'opale et des sulfates,.
Grâce aux caméras plus perfectionnées présentes sur les orbiteurs martiens tels que Viking, Mars Odyssey, Mars Global Surveyor, Mars Express, et les photographies d'anciens lacs prises par Mars Reconnaissance Orbiter,,,,,,, d'anciennes vallées fluviales, une glaciation étendue,,,, se sont accumulées. Outre la confirmation visuelle de l'eau grâce à une immense collection d'images, le Gamma Ray Spectrometer (un spectromètre à rayons gamma de la sonde 2001 Mars Odyssey) en orbite a trouvé de la glace juste sous la surface d'une grande partie de la planète,. De plus, des études radar ont permis de découvrir de la glace pure dans des formations que l'on croyait être des glaciers,,,,,. L'atterrisseur Phoenix a mis au jour de la glace lors de son atterrissage, a observé la disparition de blocs de glace,,, a détecté des chutes de neige et a même vu des gouttes d'eau liquide,,.

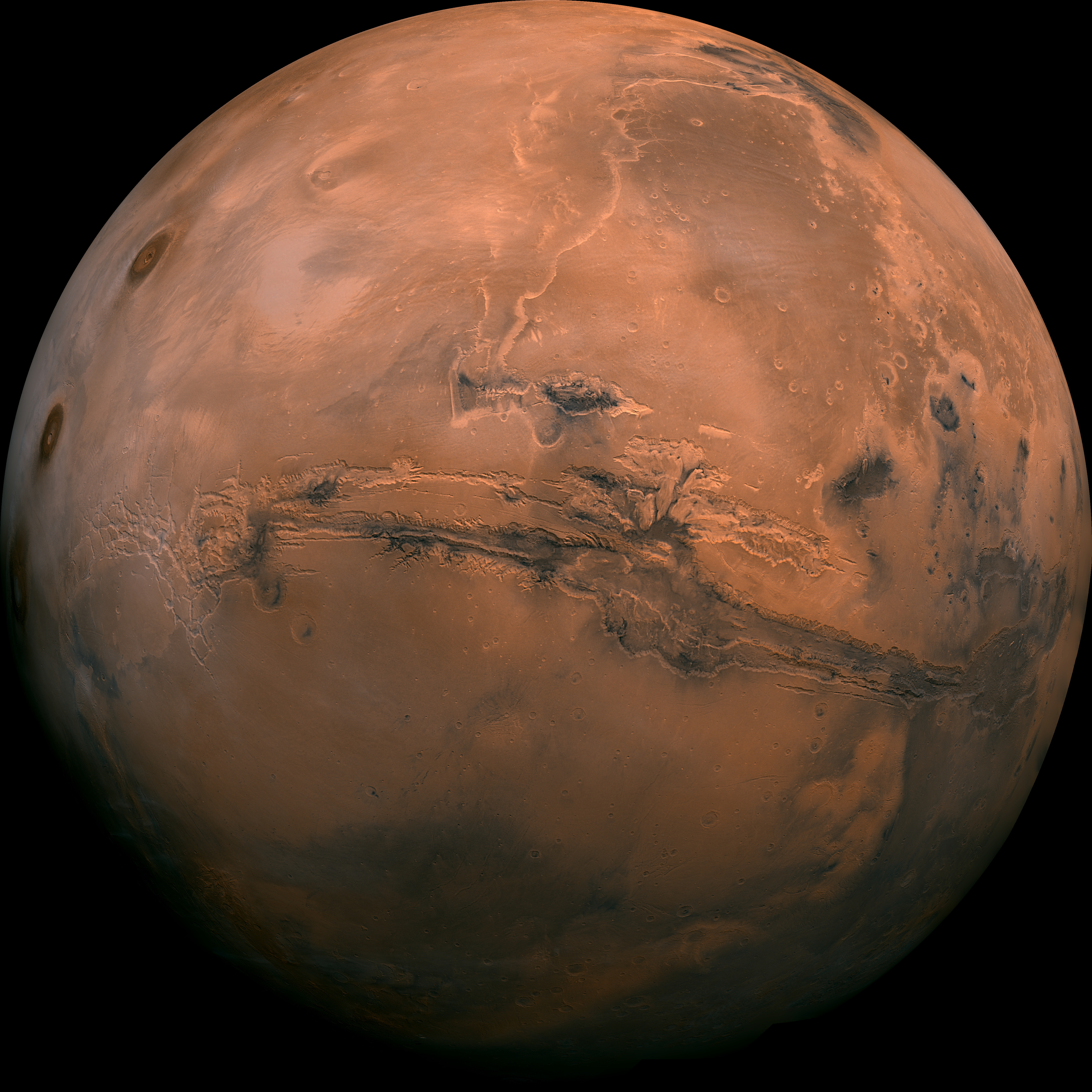
Mars vue depuis la sonde Viking 1 du programme Viking de la NASA.

## Données actuelles et hypothèses

### Variations au cours du temps

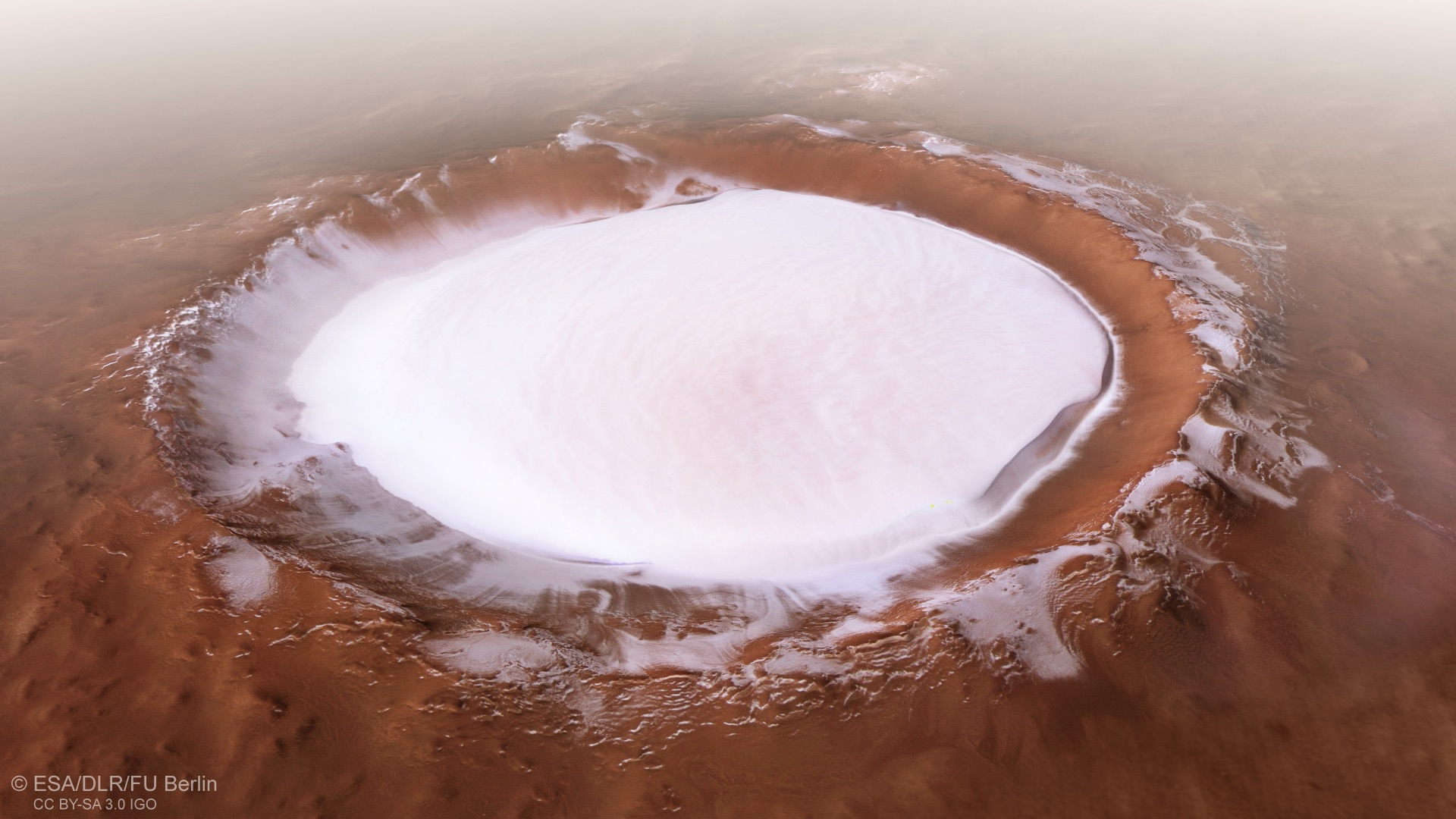
Cratère d'impact Korolev, de 81 km de diamètre, rempli d'une zone de glace d'eau de 60 km de diamètre et 1,8 km d'épaisseur.

Il est aujourd'hui généralement admis que Mars a possédé de grandes quantités d'eau très tôt dans son histoire, période durant laquelle neige et pluie tombaient sur la planète, créant rivières, lacs et peut-être même océans,,. De grands dépôts d'argile ont été produits. La vie a peut-être même vu le jour. De grandes surfaces d'eau liquide ont disparu, mais les changements climatiques ont fréquemment déposé de grandes quantités de matériaux riches en eau aux moyennes latitudes,,,. À partir de ces matériaux, des glaciers et d'autres formes de sols gelés ont pu se former. De petites quantités d'eau ont probablement fondu sur des pentes escarpées de temps en temps et produit des ravins,. Des observations ont également permis de détecter des changements annuels sur certaines pentes qui pourraient être dus à de l'eau liquide,.

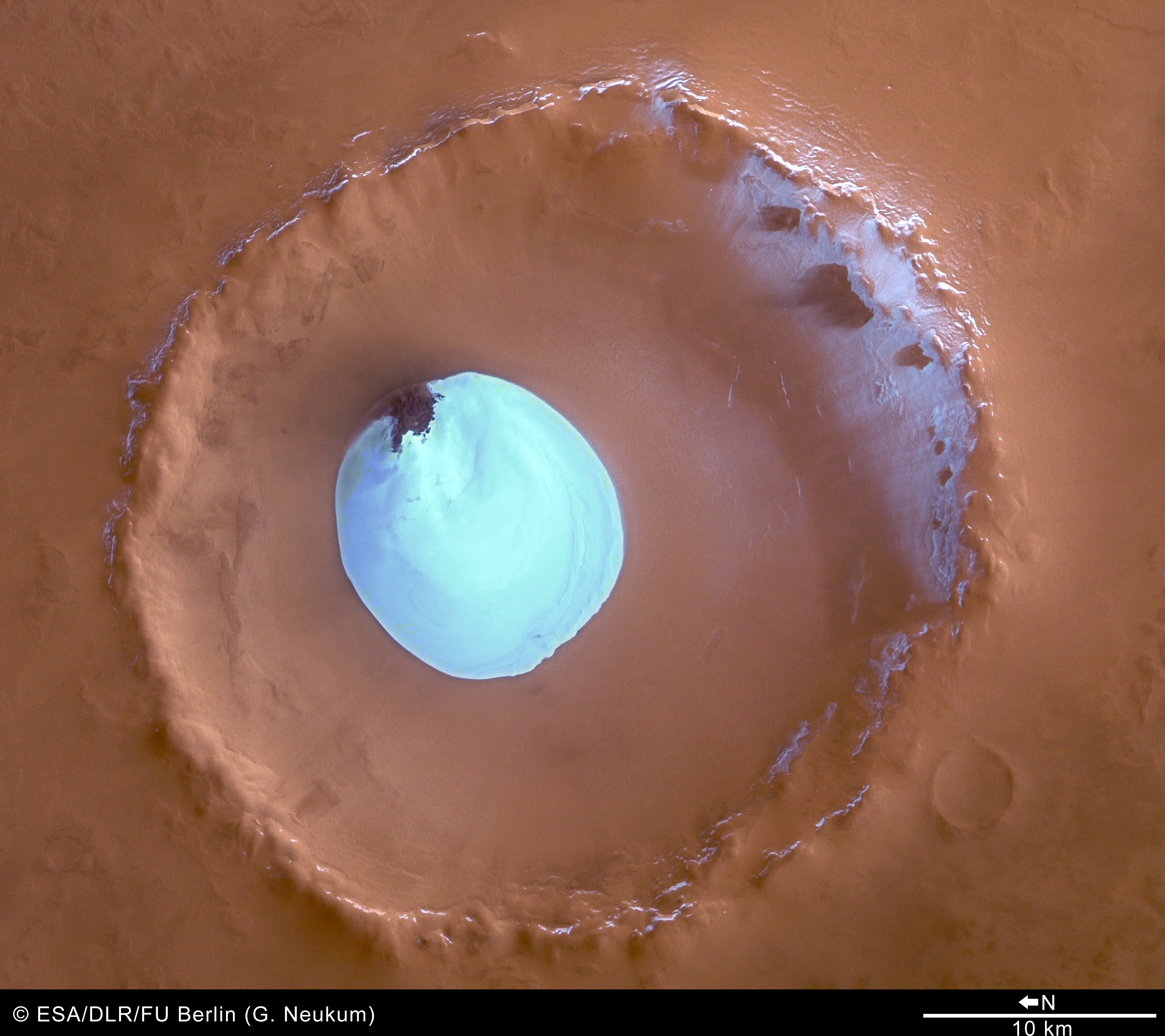
Cratère d'impact Louth, de 36,3 km de diamètre, et sa zone de glace d'eau résiduelle centrale de 10 km de diamètre.

Les conditions actuelles sur la surface de la planète — la température moyenne sur Mars est d'environ −65 °C —, à l'exception de l'équateur, ne permettent donc pas l'existence à long terme d'eau douce liquide ou d'eau légèrement salée. Malgré cela, les recherches suggèrent que, dans le passé, il y avait de l'eau liquide s'écoulant sur toute la surface de la planète,, créant de grandes surfaces semblables aux océans de la Terre,,,. Toutefois, la question demeure de savoir où l'eau est allée. Selon Steve Squyres, chercheur principal de la mission Mars Exploration Rover (MER), « L'idée [de l'eau douce liquide, ou légèrement salée sur Mars a] été résolue. Elle a été résolue par Spirit, elle a été résolue par Opportunity, elle a été résolue par Curiosity, elle a été également largement résolue en orbite »,.

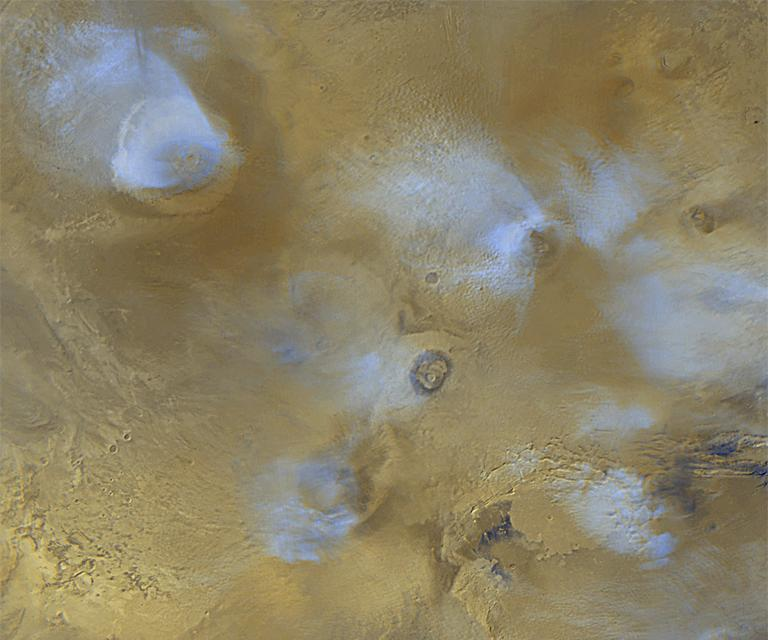
Nuages de glace d'eau au-dessus de Tharsis Montes.

Il n'en va pas de même des saumures : l'eau très salée, présente dans les canyons sur l'équateur, pourrait créer une hydrosphère. Bien que Mars soit actuellement très froide, de l'eau pourrait donc exister sous forme liquide si elle contient des sels. On s'attendait donc à en trouver en surface. Et, en effet, le 28 septembre 2015, la NASA annonce que des analyses des images en provenance de la sonde Mars Reconnaissance Orbiter confirmeraient la présence d'eau liquide sur Mars sous forme de sels hydratés,. Néanmoins, cette hypothèse a de nombreuses contradictions, pointé par un article de mars 2017. En effet, les quantités d'eau nécessaires pour expliquer ces sources d'eau chaque année ne sont pas suffisantes dans l'atmosphère. La source souterraine est aussi très improbable car les RSL se forment parfois sur des sommets. La nouvelle théorie propose l'effet de pompe de Knudsen comme déclencheur des écoulements qui seraient totalement à sec.

Succession de photographies du cratère Newton : un ruissellement d'eau liquide salée pourrait avoir provoqué les traînées sombres sur ses bords.

Il reste aujourd'hui peu d'eau dans les calottes glaciaires et dans l'atmosphère de la planète, ce qui est généralement interprété comme dû à une perte d'eau dans l'espace. Le rapport D/H dans l'atmosphère est en accord avec cette hypothèse mais elle est difficile à concilier avec d'autres contraintes. En 2021, une étude du dégazage volcanique, de la fuite atmosphérique et de l'hydratation crustale, intégrant les contraintes apportées par les orbiteurs, les rovers et les météorites martiennes, indique que le volume d'eau était originellement équivalent à une couche globale de 100 à 1 500 mètres d'épaisseur, mais que la part de cette eau participant au cycle hydrologique a diminué de 40 à 95 % au cours du Noachien (4,1–3,7 Ga), atteignant les valeurs actuelles vers 3,0 Ga, tandis que 30 à 99 % de l'eau martienne a été séquestrée par l'hydratation des minéraux de la croûte de la planète, où elle serait encore enfouie,.
En 2024, la présence d'eau liquide est confirmée à des profondeurs de 10 à 20 km sous la surface de Mars, selon une nouvelle analyse des données de l'atterrisseur InSight.

### Comparaison avec la Terre
L'eau est moins abondante sur Mars qu'elle ne l'est sur la Terre, du moins dans ses états liquide et gazeux. La plupart de l'eau connue est bloquée dans la cryosphère (pergélisol et calottes polaires), sous forme de glace, et il n'y a pas d'eau douce liquide à la surface. En effet, la faible valeur de la pression de son atmosphère (0,66 millibars), qui peut varier de 30 % au cours de l'année, ne permet pas à l'eau liquide de s'y maintenir : tant que la pression partielle en H2O est inférieure sur une planète à 6,1 millibars, l'eau ne peut exister que sous forme de vapeur ou de glace.

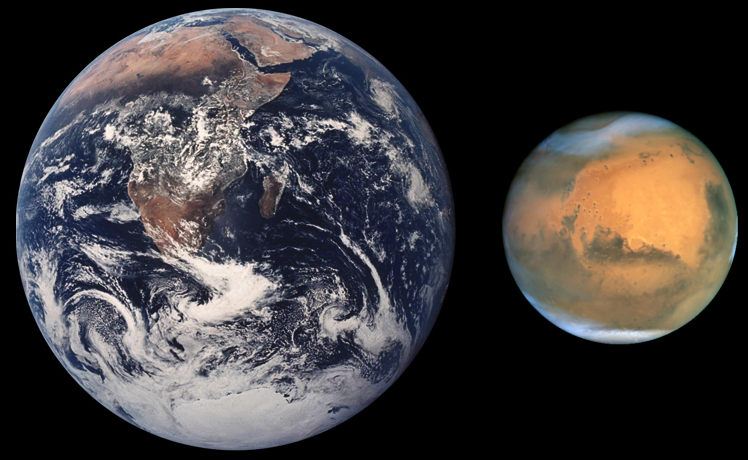
La Terre et Mars, à l'échelle.

Dans un article paru dans le Journal of Geophysical Research, les scientifiques ont publié une étude sur le lac Vostok en Antarctique et ont découvert qu'elle pourrait avoir des répercussions sur la présence actuelle d'eau liquide sur Mars. Grâce à leurs recherches, les scientifiques sont venus à la conclusion que si le lac Vostok existait avant que la glaciation ne commence, il est probable que le lac n'ait pas gelé entièrement jusqu'au fond. En raison de cette hypothèse, les scientifiques disent que si l'eau liquide avait existé avant les calottes polaires de Mars, il est probable qu'il y a encore de l'eau liquide en dessous de la calotte glaciaire ; ce qui a été très probablement confirmé par radar en juillet 2018 : en effet, un article de la revue Science (25 juillet 2018) affirme qu'une étendue d'eau liquide stable, de 20 km de large, pourrait se situer à 1,5 km sous la glace du pôle sud de Mars.

## Informations fournies par les météorites martiennes
L'analyse isotopique de l'uranium, du thorium et du plomb dans des zircons extraits de NWA 7034 et NWA 7533 (deux masses d'une même météorite martienne) a permis de mettre en évidence deux épisodes d'altération par de l'eau liquide : un premier entre 1,7 et 1,5 milliard d'années, déjà identifié dans d'autres météorites martiennes, et un second beaucoup plus récent : entre 227 et 56 millions d'années (Amazonien tardif). La découverte d'eau liquide dans un passé aussi proche implique que Mars a pu avoir de l'eau en sub-surface pendant quasiment toute son histoire, au moins localement, et que c'est peut-être encore le cas de nos jours,.

## Informations fournies par les sondes spatiales

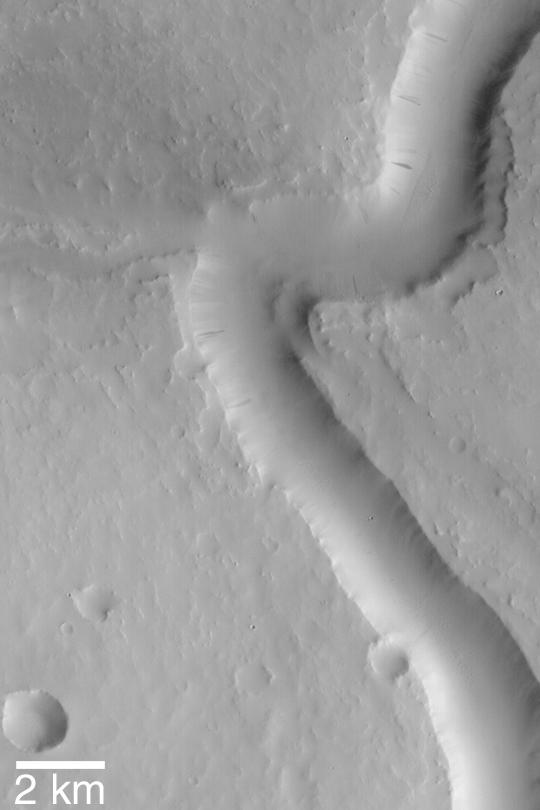
Méandre dans la Scamander Vallis, vu par Mars Global Surveyor. De telles images impliquent que de grandes quantités d'eau ont coulé par le passé à la surface de Mars.

Des détails sur la façon dont l'eau a été découverte peuvent être trouvés dans les sections suivantes sur les divers robots qui ont été envoyés vers Mars, en orbite ou ayant atterri. En outre, un certain nombre d'éléments de preuves indirectes sont listés ici. Étant donné que plusieurs missions (Mars Odyssey, Mars Global Surveyor, Mars Reconnaissance Orbiter, Mars Express, Mars Opportunity Rover et Mars Curiosity Rover) sont toujours en train d'envoyer des données depuis la planète rouge, des découvertes continuent d'être faites. Ainsi, la NASA annonce le 27 septembre 2012 la découverte par le rover Curiosity de la preuve de l'existence d'un ancien cours d'eau suggérant un « puissant flux » d'eau sur Mars,,.

### Mariner 9 (1971-1972)
Les images prises par Mariner 9 ont permis d'obtenir la première preuve directe d'eau sous la forme de lits de rivières, de canyons (y compris le Valles Marineris, un système de canyons de plus de 4 000 km de long), des preuves d'érosion et de dépôts par de l'eau, des fronts météorologiques, des brouillards ainsi que d'autres éléments. Les découvertes des missions de Mariner 9 ont appuyé le programme Viking à venir. Le gigantesque système de canyons Valles Marineris est nommé d'après Mariner 9 en l'honneur de ses réalisations. Lancée en 1971, sa mission s'est achevée l'année suivante.

### Programme Viking (1975-1980)
En découvrant de nombreuses structures géologiques qui sont formées habituellement à partir de grandes quantités d'eau, les orbiteurs Viking ont révolutionné l'idée qu'on se faisait de l'eau sur Mars. D'immenses vallées fluviales ont été trouvées à de nombreux endroits. Elles ont montré que les crues de l'eau ont franchi des digues, creusé de profondes vallées, érodé la roche mère en formant des sillons et parcouru des milliers de kilomètres. De grandes zones dans l'hémisphère sud possédaient des réseaux de vallées embranchés, suggérant qu'il y avait eu des pluies. On pense que les flancs de certains volcans ont été exposés à la pluie car ils ressemblent à ceux des volcans hawaiiens. De nombreux cratères ressemble à si l'impacteur était tombé dans de la boue. Lorsqu'ils se sont formés, la glace dans le sol a pu fondre, transformant la terre en boue, laquelle s'est ensuite écoulée en surface. En temps normal, les matériaux issus d'un impact s'élèvent puis redescendent. Ils ne s'écoulent pas sur la surface, contournant les obstacles, comme ils le font sur certains cratères martiens,,. Des régions, appelées « Terrain chaotique », semblaient avoir rapidement perdu de grands volumes d'eau qui ont formé de grands canaux en aval. La quantité d'eau en cause étaient pratiquement inimaginable, atteignant dix mille fois le débit du Mississippi pour certains écoulements. Un volcanisme souterrain pourrait avoir fait fondre de la glace, l'eau se serait écoulée et le sol se serait effondré, laissant un terrain chaotique.
Les images ci-dessous, parmi les meilleures prises par les orbiteurs Viking, sont des mosaïques de nombreuses petits images en haute résolution.

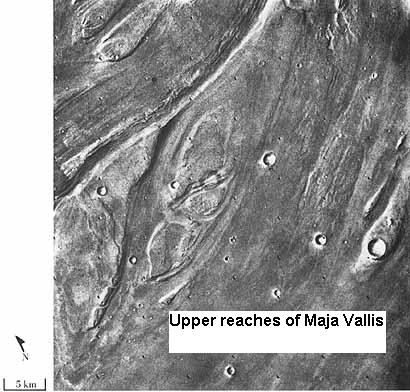
Îles dans Maja Valles dont la forme particulière suggère une ancienne circulation d'eau.
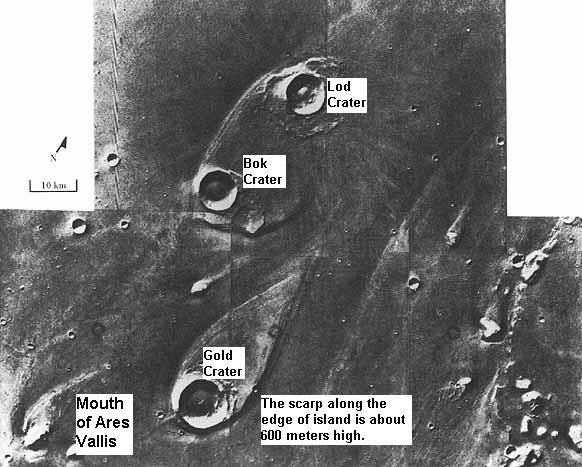
Îles en forme de larmes près de Maja Valles. Elles ont été formées par les éjectas des cratères Lod, Bok, et Gold.
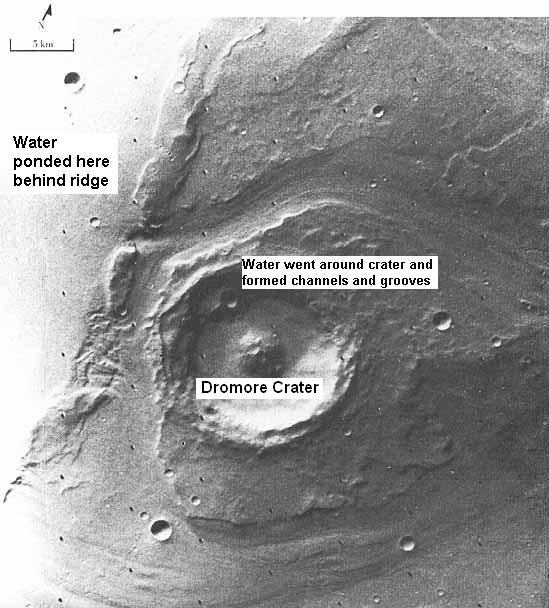
Un grand volume d'eau a dû être nécessaire pour éroder à ce point le cratère Dromore visible sur cette image.
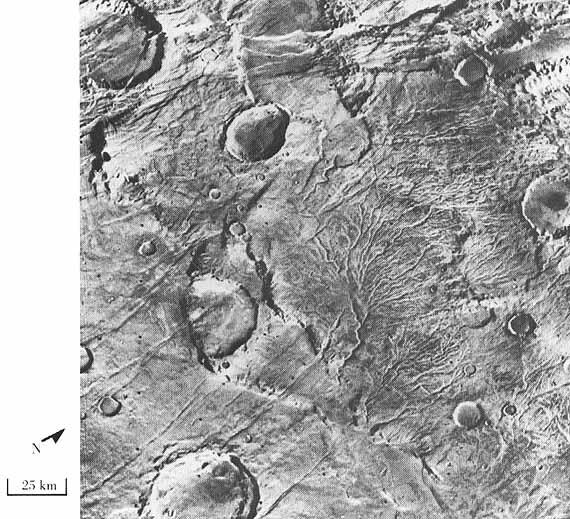
Les réseaux de canaux comme ceux situés dans le quadrangle de Thaumasia sont de solides preuves de l'existence d'ancienne pluie martienne.
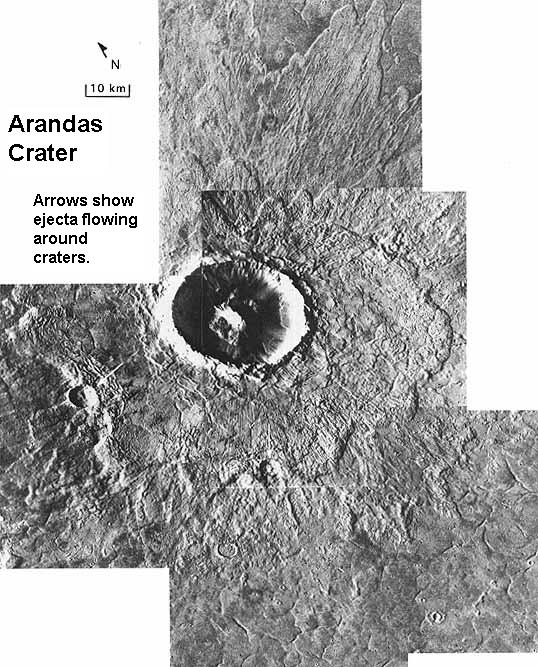
La forme des éjectas du cratère Arandas, ressemblant à de la boue, suggère que de grandes quantités d'eau gelée ont fondu à cause de l'impact.
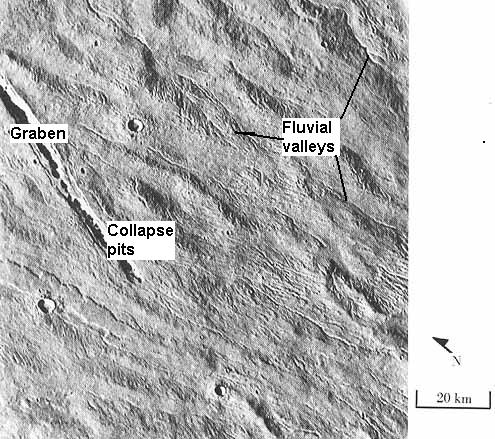
Canaux et creux sur un flanc d'Alba Patera. Certains ont été créés par des coulées de lave mais d'autres sont probablement dus au ruissellement de l'eau.

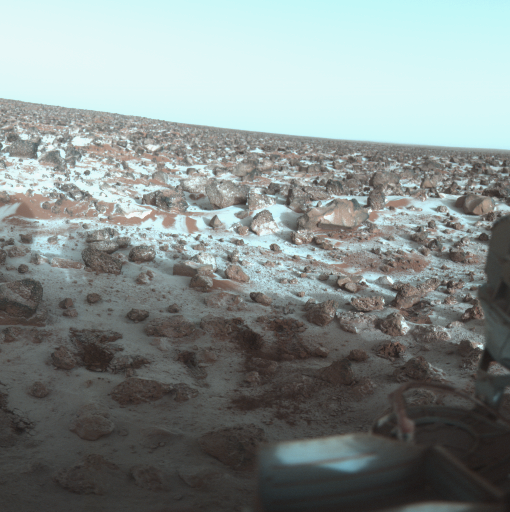
Givre sur le site d'atterrissage de Viking 2 dans la plaine d'Utopia Planitia.

Les résultats des expériences réalisées par les atterrisseurs Viking suggèrent que de l'eau est présente actuellement sur Mars et qu'elle le fut aussi dans le passé. Tous les échantillons chauffés dans le chromatographe à gaz et spectrométrie de masse (en anglais gas chromatograph mass spectrometer, GCMS) dégageaient de l'eau. Cependant, la façon dont les échantillons ont été manipulés interdit une mesure exacte de la quantité d'eau. Néanmoins, la proportion était de l'ordre de 1 %. Des analyses chimiques générales ont suggéré que la surface avait été exposée à l'eau dans le passé. Certains composés chimiques du sol contenaient du soufre et du chlore comme ce qui reste après l'évaporation d'eau de mer. Le soufre était plus concentré dans la croûte en surface du sol que dans le gros du sol en dessous. On en conclut donc que la croûte supérieure a été cimentée avec les sulfates qui étaient transportés vers la surface dissoute dans l'eau. Ce processus est usuel dans les déserts sur Terre. Le soufre peut être présent sous forme de sulfates de sodium, magnésium, calcium ou fer. Des sulfures de fer sont également possibles.
En utilisant les résultats obtenus à partir de mesures chimiques, des modèles minéraux suggèrent que le sol pourrait être un mélange d'environ 80 % d'argile riche en fer, environ 10 % de sulfate de magnésium (kiesérite ?), environ 5 % de carbonate (calcite) et environ 5 % d'oxydes de fer (hématite, magnétite, goethite ?). Ces minéraux sont des produits typiques de l'altération de roches ignées mafiques. La présence d'argile, de sulfate de magnésium, de kiesérite, de calcite, d'hématite et de goethite suggère fortement que de l'eau était présente à une certaine époque. Les sulfates contiennent de l'eau chimiquement liée (chemically bound water), dont la présence suggère qu'il y avait de l'eau dans le passé. Viking 2 a trouvé des groupes de minéraux similaires. Étant donné que Viking 2 était bien plus au nord, des photos qu'il a prises durant l'hiver montraient du gel.

### Mars Express (2012-2015)
Le 25 juillet 2018 sont publiés les résultats d'observations menées avec la sonde spatiale Mars Express entre mai 2012 et décembre 2015 révélant une probable étendue d'eau liquide de 20 km de large sous 1,5 km de glace de Planum Australe (près du pôle Sud),.

### Curiosity(depuis 2012)

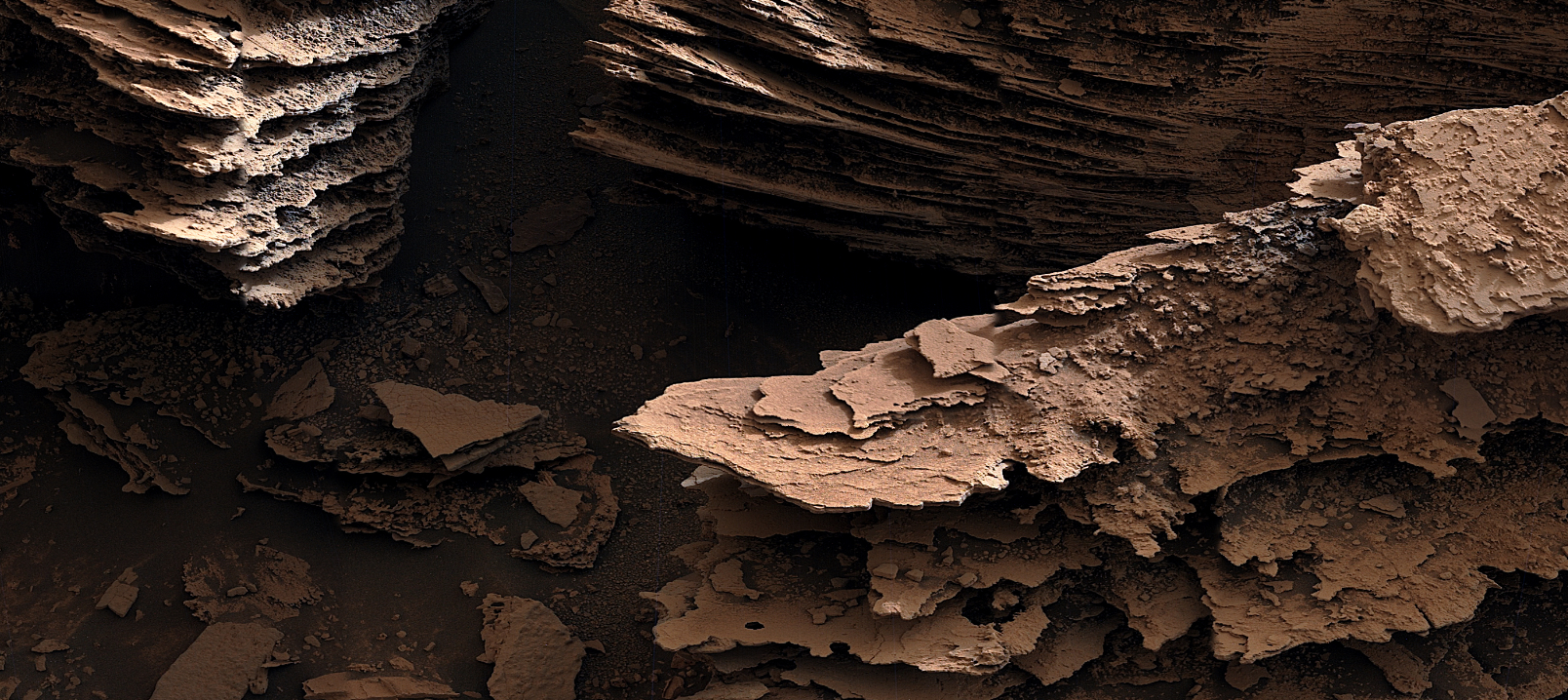

En mars 2014, à la suite de l'exploration menée par le robot Curiosity, la NASA annonce qu'un grand lac aurait rempli le cratère Gale alimenté par des rivières pendant des millions d'années,.
Une étude parue dans la revue Nature en octobre 2019 propose une première interprétation de ces observation sous la forme d'une étude chimique des roches sédimentaires du cratère.